# Gabriel Quadri de la Torre

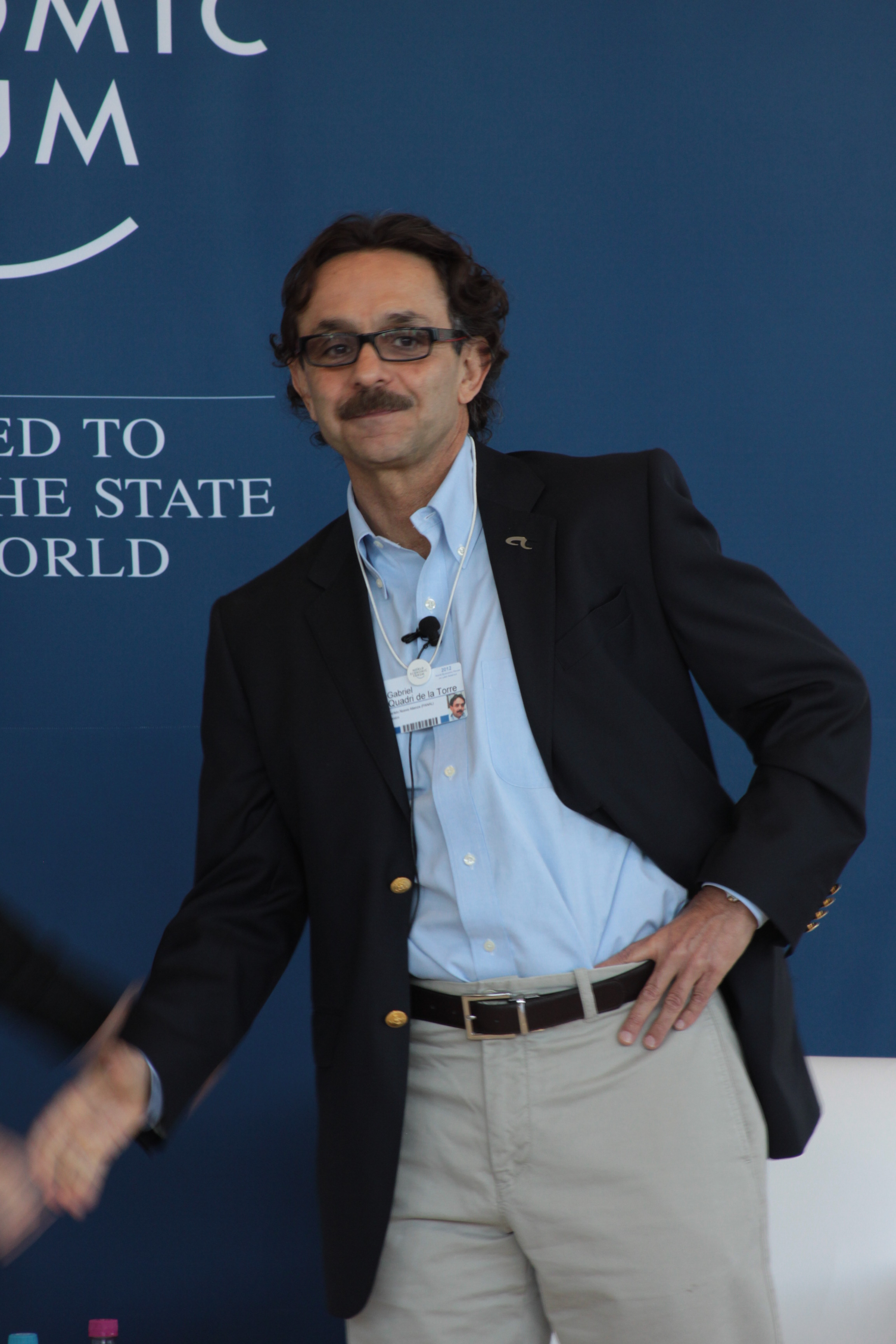
Gabriel Quadri de la Torre

Gabriel Ricardo Quadri de la Torre (* 4. August 1954 in Mexiko-Stadt) ist ein mexikanischer Politiker (PANAL), liberaler Umweltschützer und Investor. Er war bei der Präsidentschaftswahl 2012 der offizielle Kandidat seiner Partei Nueva Alianzia (PANAL).

## Leben
Gabriel Quadri erlangte einen Master in Bauingenieurwesen an der Universidad Iberoamericana und 1981 einen in Wirtschaftswissenschaften der University of Texas. Quadri veröffentlichte mehrere Bücher, arbeitete im Medienbusiness und in der Secretaría de Medio Ambiente y Recursos Naturales, dem Umweltministerium Mexikos und bei der Banco de México. Er ist außerdem Gründer einer Umweltschutzorganisation.

## Präsidentschaftswahl 2012
Bei den Präsidentschaftswahlen in Mexiko 2012 trat Quadri de la Torre als offizieller Kandidat seiner Partei Nueva Alianzia (PANAL) an. Durch seine Registrierung als Kandidat brach die PANAL eine Koalition mit der Partido Revolucionario Institucional (PRI) und der Partido Verde Ecologista de México (PVEM). Danach stand für einige Kandidaten der Partido Acción Nacional (PAN) noch eine Allianz zur Diskussion, diese Idee wurde von der später als offizielle Kandidatin gewählte Josefina Vázquez Mota jedoch verworfen. Zu Beginn des Wahlkampfs erreichte Quadri bei Umfragen nur gerade 0,06 % und wurde von den Medien nicht wahrgenommen, die bis zur Fernsehdebatte am 7. Mai nur von drei Kandidaten sprachen. Während der Debatte konnte er jedoch überzeugen und seine Umfragewerte schossen zum Teil auf über 10 %.
Bei der Wahl am 1. Juli 2012 erreichte Quadri den vierten und somit letzten Platz unter den registrierten Kandidaten und etwa 1,13 Millionen Stimmen, was 2,3 % entspricht.